# Cobitis maroccana
 Cobitis maroccana  ist ein Süßwasserfisch in der Gattung Cobitis innerhalb der Familie der Steinbeißer, die nur in Marokko vorkommt und als „gefährdet“ gilt.

## Merkmale
Cobitis maroccana erreicht eine Länge von durchschnittlich 10 bis 12 Zentimeter und maximal 15 Zentimeter. Er ist gekennzeichnet durch ein charakteristisches Fleckenmuster und hat unter jedem Auge einen gegabelten Dorn. Sein Kopf ist seitlich abgeplattet und besitzt sechs Bartfäden.

## Verbreitung
Der Lebensraum von Cobitis maroccana ist auf zwei Flüsse in Marokko beschränkt, er kommt nur im Oued Loukos und im Sebou vor. Er kann auch an der nördlichen Atlantikküste Marokkos vorkommen.

## Lebensweise
Diese Art ist kurzlebig und kommt in Fließgewässern mit geringer Strömung vor. Er frisst am Boden lebende Wirbellose und laicht im Sommer zwischen Steinen und Pflanzen.

## Gefährdung
Der Bestand von Cobitis maroccana ist zwar nicht gering, die Art wird aber dennoch von der IUCN als „gefährdet“ eingestuft. Durch eine oder mehrere eingeführte konkurrierende Arten aus der Gattung Lepomis in der Familie der Sonnenbarsche wird die Qualität des Lebensraums für Cobitis maroccana verringert. Zudem ist der Fischbestand des Oued Loukos entlang des Hauptkanals durch Wasserverschmutzung aus der Landwirtschaft gefährdet. Ein weiterer Gefährdungsfaktor ist die Beschränkung des Lebensraums der Fische auf unter 2000 km2.